# Lenguas goilala
Las lenguas Goilala o goilalanas son una familia lingüística de lenguas papúes habladas en la región montañosa del norte de la provincia Central de Papúa Nueva Guinea, con algunos hablantes más en Morobe meridional y Oro occidental.

## Clasificación
Las lenguas goilala comprenden cinco lenguas (las cifras entre paréntesis son las cifras de W. Foley (1986):
Fuyuge (10000)
Tauade (8 700)
Kunimaipa (8 000)
Weri (3 500)
Biangai (900)
El kunimaipa es la lengua mejor documentada, se tiene un análisis fonológico de Pence (1966), mientras que Geary (1977) es una gramática detallada. El fuyuge es muy diverso dialectalmente, y se tiene una gramática de S. H. Ray (1912). Para el Weri, se tiene el trabajo de Boxwell (1966, 1967, 1980). Para el biangai sólo se cuenta con un análisis fonológico (Dubert y Dubert, 1973).
Algunos autores consideran tentativamente que las lenguas goilala, son parte de las lenguas trans-neoguineanas pero otros autores consideran que no existe evidencia a favor de esta inclusión.